# Stefan Pfannmöller
Stefan Pfannmöller (* 4. prosince 1980 Halle/Saale, Východní Německo) je bývalý německý vodní slalomář, kanoista závodící v kategorii C1.
Na mistrovstvích světa získal jednu zlatou (C1 družstva – 2006), tři stříbrné (C1 družstva – 1999, 2002, 2005) a jednu bronzovou medaili (C1 – 2003). V roce 2005 vyhrál individuální závod C1 na evropském šampionátu, další cenné kovy má ze závodů hlídek: jedno zlato (2006) a čtyři stříbra (1998, 2002, 2005, 2007). V roce 2002 vyhrál celkové pořadí Světového poháru v kategorii C1. Startoval na dvou olympijských hrách, v Sydney 2000 dojel jako pátý, v Athénách 2004 získal bronzovou medaili.